# Arthur Grimm (Fotograf)
Arthur Grimm (* 21. Mai 1908 in Rehau; † 28. Juni 2000 in Hamburg) war ein deutscher Fotograf. Er war einer der wichtigsten Bildreporter in der NS-Zeit.

## Leben
Zum 1. Mai 1933 trat Grimm der NSDAP in der Ortsgruppe Rehau (Oberfranken) bei (Mitgliedsnummer 2.525.170). Im August 1934 übersiedelte er nach Berlin. Vor dem Zweiten Weltkrieg machte Grimm Pressefotos von zahlreichen politischen Veranstaltungen der Nationalsozialisten.
1936 war er für die Olympia-Film G.m.b.H. neben seinem Kollegen Rolf Lantin für die Standfotos und für zahlreiche Werkaufnahmen bei den Dreharbeiten von Leni Riefenstahls „Olympia“-Film zuständig. Unter anderem begleitete er Riefenstahl und deren Team nach Griechenland. Im gleichen Jahr dokumentierte er als Bildreporter einer französischen Nachrichtenagentur den Spanischen Bürgerkrieg.
Im März 1939 fotografierte er die aufgebrachte Menge am Straßenrand beim Einmarsch der Deutschen in Prag. Im Herbst 1939 arbeitete Grimm im Ghetto Warschau. Seine „Bildreportage“, die am 5. Dezember 1939 in der Berliner Illustrirten Zeitung gedruckt wurde, zeigt mit gestellten Szenen in einer Razzia festgenommene Juden, die als Bewohner des Ghettos in Gräbern von polnischen Soldaten „in leichenschänderischer Weise Waffen vergraben“ hätten. In Grimms Nachlass finden sich Dutzende Fotos, die das „Feindbild vom bärtigen ‚Ostjuden‘“ bedienen, die offensichtlich „in  besonders ungünstigen sie entstellenden Perspektiven“ abgelichtet wurden. Von Mai 1940 bis 1945 arbeitete er als Sonderführer in einer Propagandakompanie für die Illustrierte „Signal“. Dort erschienen Fotoreportagen von ihm über den Krieg in Frankreich, auf dem Balkan und vor allem in der Sowjetunion.
Um 1945 verlegte er sein Atelier nach Wernigerode im Harz. In den unmittelbaren Nachkriegsjahren bildete er dort unter anderem den später bekannt gewordenen Fotografen Horst Lang aus. Zu einem unbekannten Zeitpunkt kehrte er nach West-Berlin zurück und arbeitete bis 1984 erfolgreich als Standfotograf für Film und Fernsehen. 1955 war der ehemalige NS-Propagandafotograf Standfotograf des Spielfilms „Der 20. Juli“ (D 1955). Vor allem das ZDF gehörte zu seinen regelmäßigen Auftraggebern. Sein Atelier befand sich in der Englerallee in Berlin-Dahlem. Die letzten Jahre seines Lebens lebte er in Hamburg.
Bereits 1971 übergab er Teile seines Archivs an das Bildarchiv Preußischer Kulturbesitz Berlin. Weiteres Material aus seinem Besitz wurde 1983 durch das „kpa“-Fotoarchiv gekauft, das wiederum 1998 in den Besitz der Bildagentur „Content Mine International AG“ in Köln überging. Im Jahr 2019 erwarb die United Archives GmbH aus Köln das Archiv, hat große Teile digitalisiert und online gestellt.
Grimm war mit der Schauspielerin Helga Kalkum verheiratet, sein Sohn Thomas Grimm (* 1942) ist als Regisseur und Produzent von Dokumentarfilmen tätig. Ein weiterer Sohn war der Schauspieler Matthias Grimm (1943–2020).
Grimms älterer Bruder war der Regisseur Hans Grimm, seine Schwester Betti († 1989) war seit 1938 mit dem Regisseur und Produzenten Kurt Hoffmann verheiratet.

## Bildbände
- Leni Riefenstahl: Schönheit im olympischen Kampf. Berlin 1937 [der Band enthält neben zahlreichen Filmstills auch Fotos von Arthur Grimm, Rolf Lantin und Willy Zielke]

## Ausstellungen
- Regen, Niederbayerisches Landwirtschaftsmuseum: Das Bild vom Waldler im Dritten Reich, Fotografien von Hans Hubmann und Arthur Grimm (2000)